# Estádio Antônio David Farina
O Estádio Antônio David Farina é um estádio de futebol situado na cidade de Veranópolis, no estado do Rio Grande do Sul. Pertencia ao Grêmio Esportivo e Cultural Dalban, com a unificação do Dalban com o Clube Atlético Veranense em 1992, passou a ser o estádio oficial do Veranópolis Esporte Clube Recreativo e Cultural. Possui capacidade para 5.000 pessoas.